# 基加利种族灭绝纪念馆
基加利种族灭绝纪念馆（Kigali Genocide Memorial）是为了纪念1994年卢旺达种族灭绝而建造的紀念館。該紀念館位於盧旺達首都基加利。有超过250,000人的遗体被埋葬在这里。基加利种族灭绝纪念馆有一个参观中心，供学生和希望了解1994年种族灭绝事件的人參觀。